# Salzano
Salzano (Salsàn /sal'san/ in veneto) è un comune italiano di 12 737 abitanti della città metropolitana di Venezia in Veneto. Fa parte del comprensorio dei sette comuni del Miranese.

## Storia
Il territorio era già abitato in epoca romana, come testimoniano i reperti, tuttavia le prime citazioni scritte di Robegano e Salzano sono del 1154 e del 1283 rispettivamente.
I due villaggi ebbero storie indipendenti, l'una cappella della pieve di Martellago, l'altra della pieve di Zianigo. Per secoli si osservò inoltre una leggera preminenza demografica di Robegano, maggiormente favorita per la vicinanza al Marzenego e la presenza della strada che congiungeva Noale a Mestre.
Zone di confine tra le città rivali di Padova e Treviso, furono al centro di aspri scontri sino al 1384, quando i Carraresi assunsero il controllo della Marca. Dal 1388, invece, a causa di un tumulto popolare, il territorio fu definitivamente sottomesso alla Serenissima.
È questo un periodo di grande stabilità (fatti salvi gli anni della guerra della Lega di Cambrai). Dal punto di vista politico, l'attuale comune fu sottoposto alla podesteria di Noale. L'economia, prevalentemente agricola, fu gestita dalle congregazioni religiose veneziane e dal patriziato, il quale ha lasciato numerose ville signorili. Nel 1603, grazie alla devozione popolare, venne ultimata la costruzione a Robegano di un santuario dedicato alla Madonna delle Grazie. Intanto a Salzano, tra '600 e '700, famiglie patrizie veneziane costruirono case padronali anche di notevole pregio, quali Villa Donà, Villa Combi, Cà Contarini, Cà Bozza e Cà Savorgnan
Con la caduta della Serenissima e il passaggio ai Francesi, le due frazioni divennero sedi di comuni, riuniti nel 1808. Da questo momento la storia di Salzano coincide con quella di tutto il Veneto: passò al Regno Lombardo-Veneto sino all'Unità d'Italia del 1866.
Tra il 1867 e il 1875 l'arciprete di Salzano fu monsignore Giuseppe Sarto, futuro papa Pio X.

### Simboli
Lo stemma del comune, a campo rosso, riporta un criptogramma consistente nella prima e nell'ultima lettera ("S" e "N") dell'antica denominazione veneta: "SalzaN".
Lo stemma e il gonfalone sono stati concessi con decreto del presidente della Repubblica del 4 aprile 1979.
Il gonfalone è un drappo di giallo.

## Monumenti e luoghi d'interesse

### Architetture religiose

#### Chiesa Arcipretale dedicata a San Bartolomeo Apostolo
Nel territorio comunale sono degni di nota la chiesa arcipretale dedicata a San Bartolomeo, del 1843, ma con opere del XVI e del XVII secolo. La facciata, orientata ad ovest, presenta quattro semicolonne toscane che sorreggono l'architrave e il timpano, lateralmente alle semicolonne sono poste le statue di San Giovanni Battista e San Bartolomeo, rispettivamente compatrono e patrono della comunità.
Appena entrati, la chiesa si presenta in stile Classico-toscano, sulle pareti laterali si aprono quattro cappelle con volte a botte, colpiscono subito l'affresco del soffitto la "Gloria di san Bartolomeo" di Sebastiano Santi e i numerosi dipinti posti simmetricamente lungo le pareti della chiesa, che per la maggior parte narrano la vita di san Pio X. Colpisce anche il presbiterio, con i due angeli alti 165 cm. posti lateralmente alla sacra mensa, scolpiti dal futuro beato fra Claudio Granzotto e l'organo Mascioni, installato nel 1952, che consta di 1746 canne. L'organo è montato su un semitamburo in legno, al centro del quale è stato ricavato un arco nel quale è stata incastonata la pala di Giovanni Spoldi (1886) raffigurante il Martirio di san Bartolomeo. Sulla chiave di volta dell'arco racchiudente la pala, lo stemma pontificio di Pio X, ripreso più volte all'interno della chiesa: in un affresco; sulla base del busto del Santo; e sulla sommità del battistero regalato dal Papa alla sua vecchia parrocchia nel 1911.
Dal punto di vista storico, citiamo l'immagine della Madonna del Carmelo (qui chiamata Madonna della Roata) che dal 1568 fu protagonista di fatti miracolosi sulla strada verso Mirano, e il crocifisso ligneo restaurato di recente posto nella cappella laterale del Sacro Cuore, con datazione quasi certa al 1531. Nella stessa Cappella è presente una riproduzione della grotta della Vergine di Lourdes, allestita nel 1922, per sciogliere un voto fatto dai salzanesi durante la prima guerra mondiale.

#### Campanile
Il campanile, iniziato nel 1712 e terminato nel 1879, è alto 69 metri. Il materiale usato per la costruzione è la pietra della Val di Sole, la base fu rivestita nel 1984 con marmi dei colli Euganei. La guglia del campanile è sormontata da un angelo alto 2,80 metri, non si tratta di quello originale, poiché nell'agosto 1984 fu colpito da un fulmine. Nella caratteristica loggetta sotto la guglia vi è una statua della Madonna, che veglia sulla città, precedentemente al restauro del 2005, vi era la campana più piccola, oggi spostata assieme alle altre cinque nella loggia delle campane. La campana maggiore delle cinque pesa 4460 libbre grosse venete (kg 2127) e porta il nome di S. Giuseppe; su di essa sta scritto (Non nobis, Domine, non nobis, sed Nomini tuo da gloriam ("Non a noi, Signore, non a noi, ma al tuo nome dà gloria"). Il concerto è stato elettrificato tra il 1958 e il 1960 ed intonato in Si maggiore crescente. Sono state fuse dalla fonderia Pietro Colbachini di Bassano del Grappa (VI) eccetto la seconda, dalla fonderia De Poli di Vittorio Veneto (TV).

### Architetture civili

#### Piazza
La piazza, intitolata a Pio X, è un luogo centrale del paese e per questo è stato teatro di notevoli interventi urbanistici che, nel corso di circa 150 anni, hanno radicalmente mutato l'aspetto del paese. Fino a 120 anni fa, buona parte della superficie della piazza era occupata dal cimitero, poi trasferito, e dalla vecchia casa canonica, demolita nel 1887. la pavimentazione attuale è stata inaugurata in occasione dell'Anno Santo del 2000.
Sulla piazza oggi troviamo il campanile, di fronte a questo il Museo di San Pio X, con documenti, reliquie, preziosi arredi e paramenti sacri appartenuti a Don Giuseppe Sarto, poi Pio X. Sul lato ovest il monumento ai caduti, inaugurato nel 1921, su cui sono riportati i nomi di 149 giovani salzanesi. Sul lato sud si trova l'edificio del circolo NOI, sede dei centri catechistici e ricreativi della parrocchia. Fra palazzo Combi, oggi sede della canonica, e il circolo NOI, si trova la Casa della Comunità, anticamente adibita a barchessa, oggi centro di preghiera e vita culturale.

#### Complesso comunale

##### La Villa Donà Romanin - Jacur

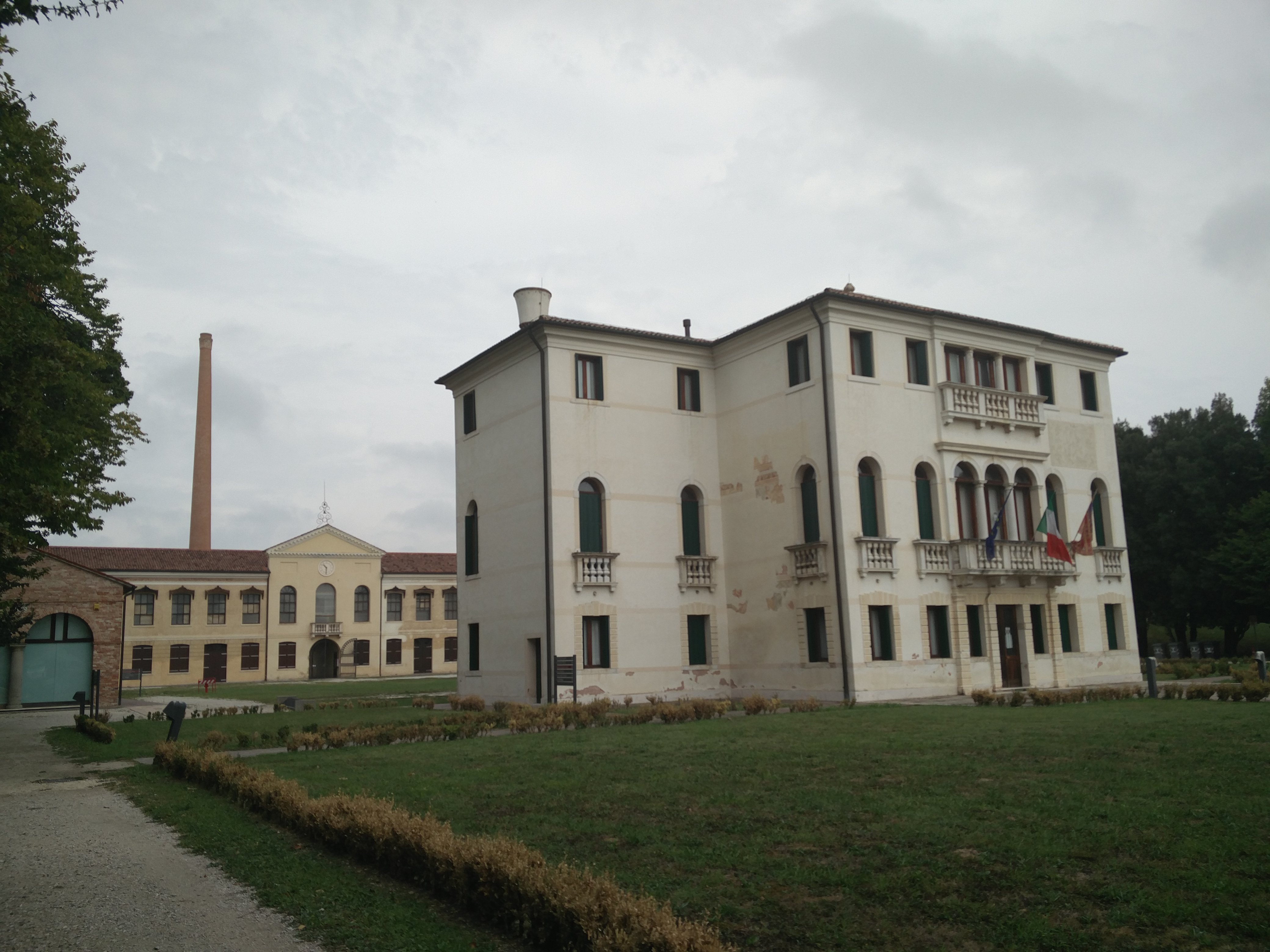
Villa Donà Romanin-Jacur, oggi sede comunale.

La villa fu voluta dalla famiglia patrizia veneziana dei Donà che la realizzò nei primi decenni dei XVII secolo, sulle spoglie di una precedente casa padronale cinquecentesca a pianta quadrata, la facciata propone la classica modulazione delle ville veneziane con apertura su tre livelli, il piano terra, il piano nobile e un ulteriore piano con aperture ridotte. Nel lato ovest sono visibili tracce di affreschi cinquecenteschi, poi coperti quando furono acquistati dalla famiglia Jacur poiché raffiguranti divinità pagane. Nel 1847 la villa venne acquistata dalla famiglia ebrea di banchieri padovani Jacur, che vi realizzarono l'adiacente filanda.
Il complesso divenne, durante la seconda guerra mondiale, sede del Comando Tedesco, che danneggiò numerose statue settecentesche poste sulla sommità dei pilastri che reggono i cancelli. Oggi la villa è sede del comune di Salzano.

##### Filanda

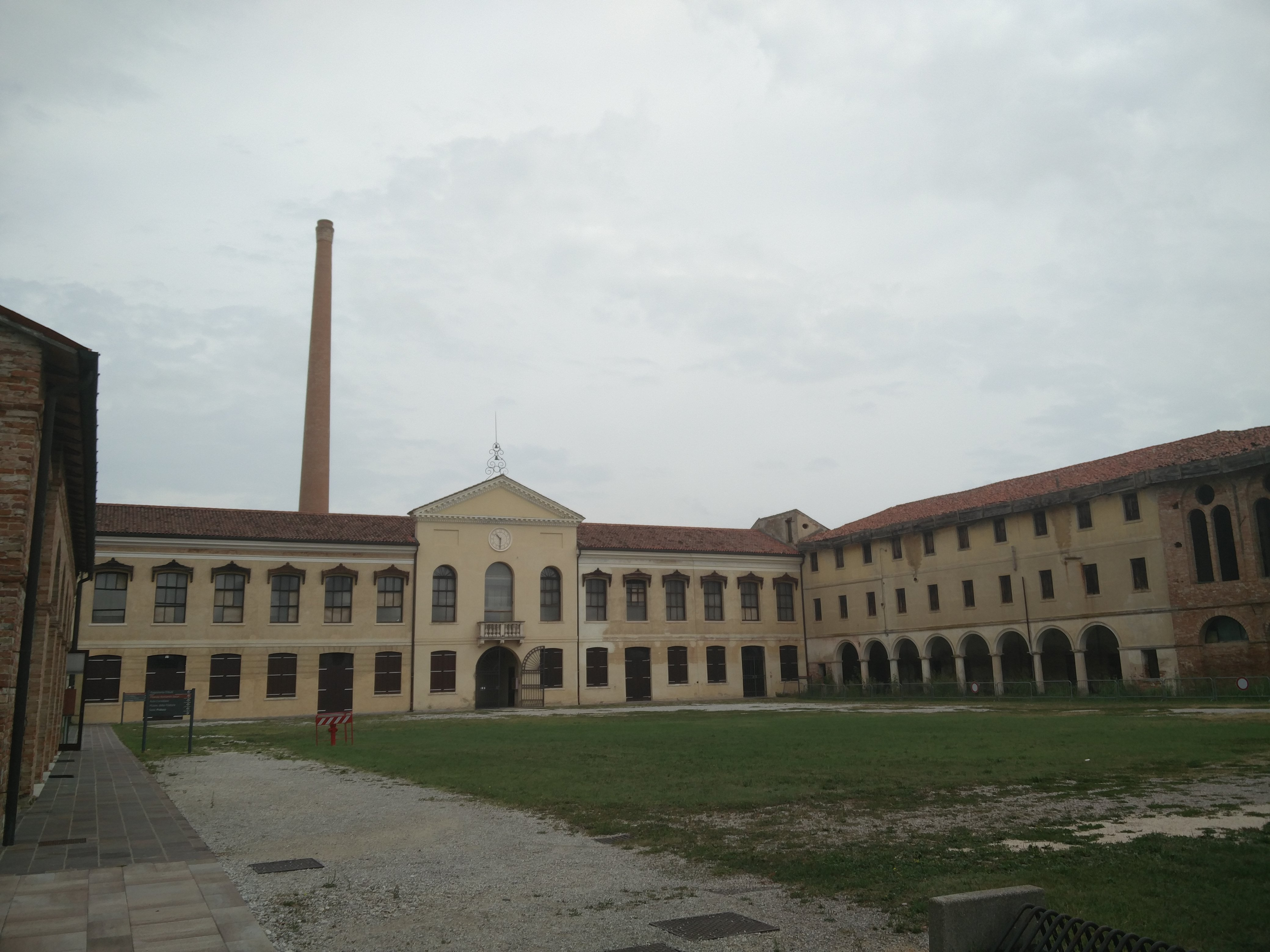
Filanda Romanin-Jacur Salzano

Costruita da Leone Romanin Jacur nel 1872 fu una fabbrica di seta composta di un corpo centrale, dove si trovano la sala delle macchine e della filatura, e di due ali laterali con portico. La filanda è stata attiva fino al 1952 ed ha contribuito allo sviluppo economico e sociale di Salzano rappresentando uno dei centri industriali di questo tipo tra più importanti del Veneto. Nei periodi di massima produzione vi lavoravano 250 persone, di cui solo tre uomini (Direttore, fuochista e macchinista).
Il sistema di aerazione del Salone della Filatura conquistò la medaglia d'argento all'Esposizione Internazionale di Bruxelles nel 1876. Il complesso è un insieme di arte, funzionalità e qualità, in armonia con l'ambiente circostante.

##### Parco romantico

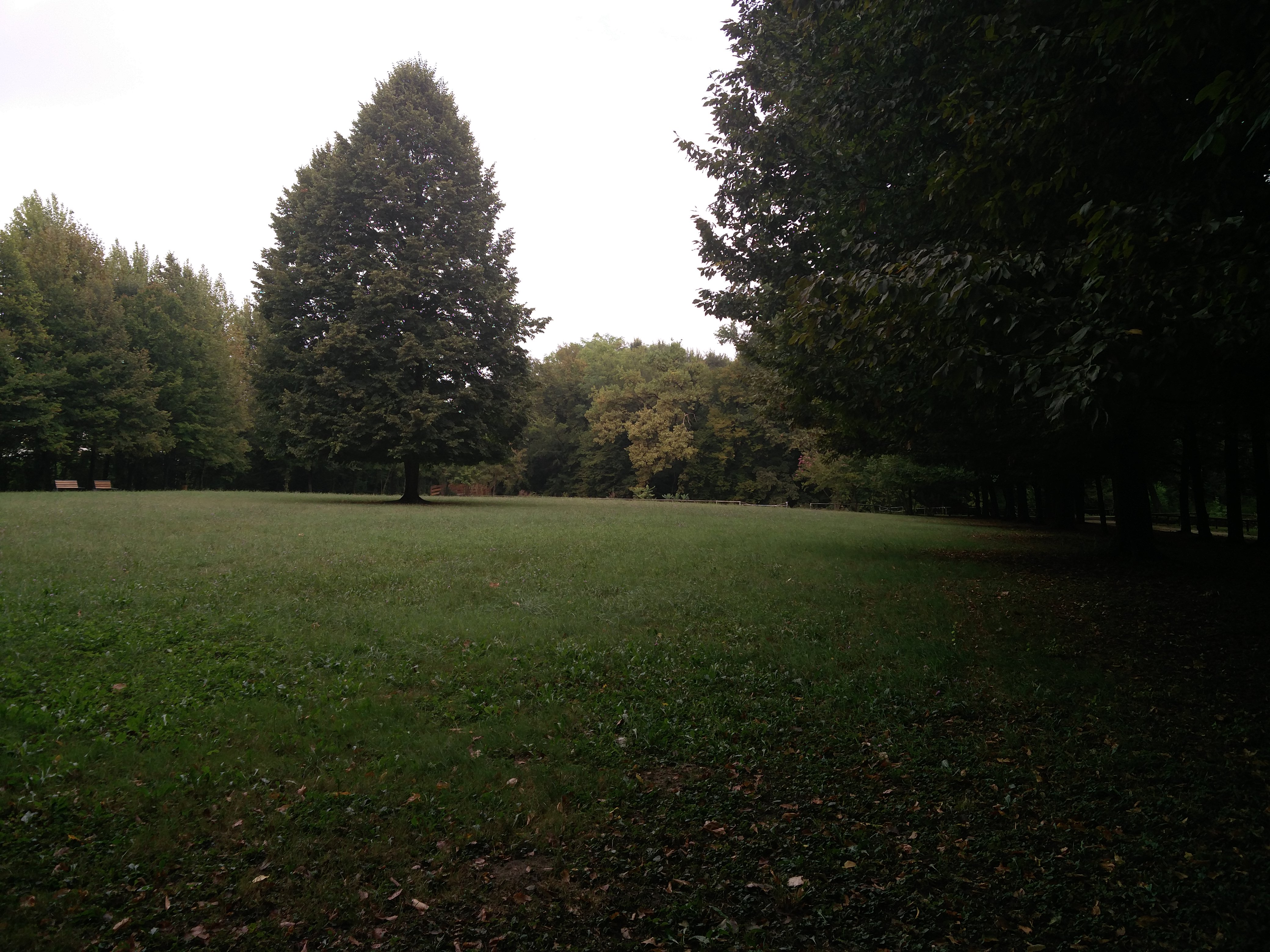
Scorcio del parco romantico di Salzano

Parco all'inglese di 48.000 metri quadrati caratterizzato da canali, grotte, rialzati, sentieri, e da una fitta vegetazione. Realizzato nel 1854 a corredo della villa per volontà della famiglia Jacur che deviò il corso del fiume Marzenego. Danneggiato pesantemente alla fine del secondo conflitto mondiale, si è sviluppato per decenni in modo spontaneo, abbandonato, e tra il 1997 e 2001 è stato restaurato in rispetto della sua forma originaria.

#### Terme di Salzano

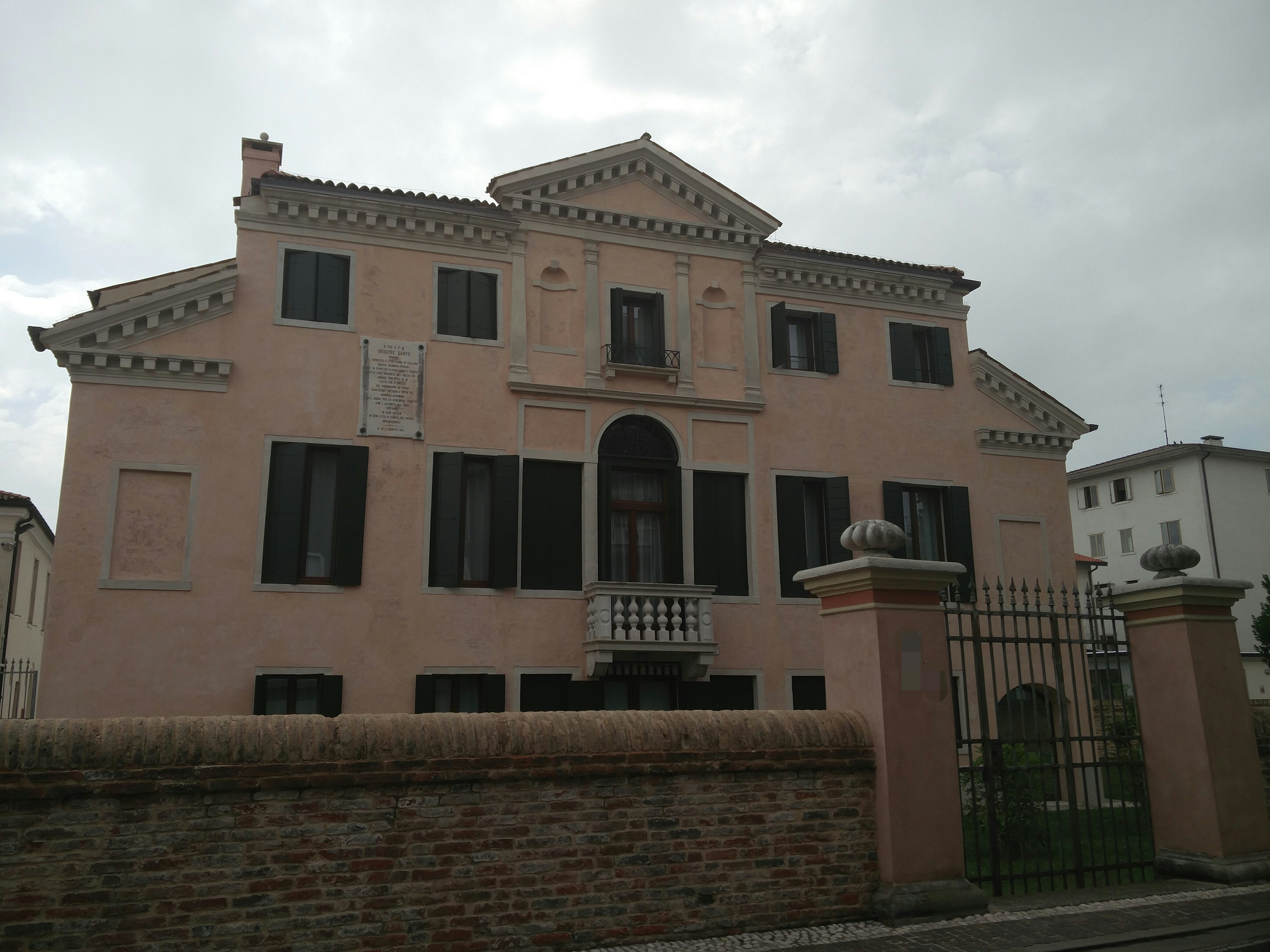
Palazzo Combi Salzano visto da Via Roma

Salzano è riconosciuto quale Comune termale grazie alla Fonte Primavera, dalla quale sgorga un'acqua oligominerale a 18.6 gradi. 

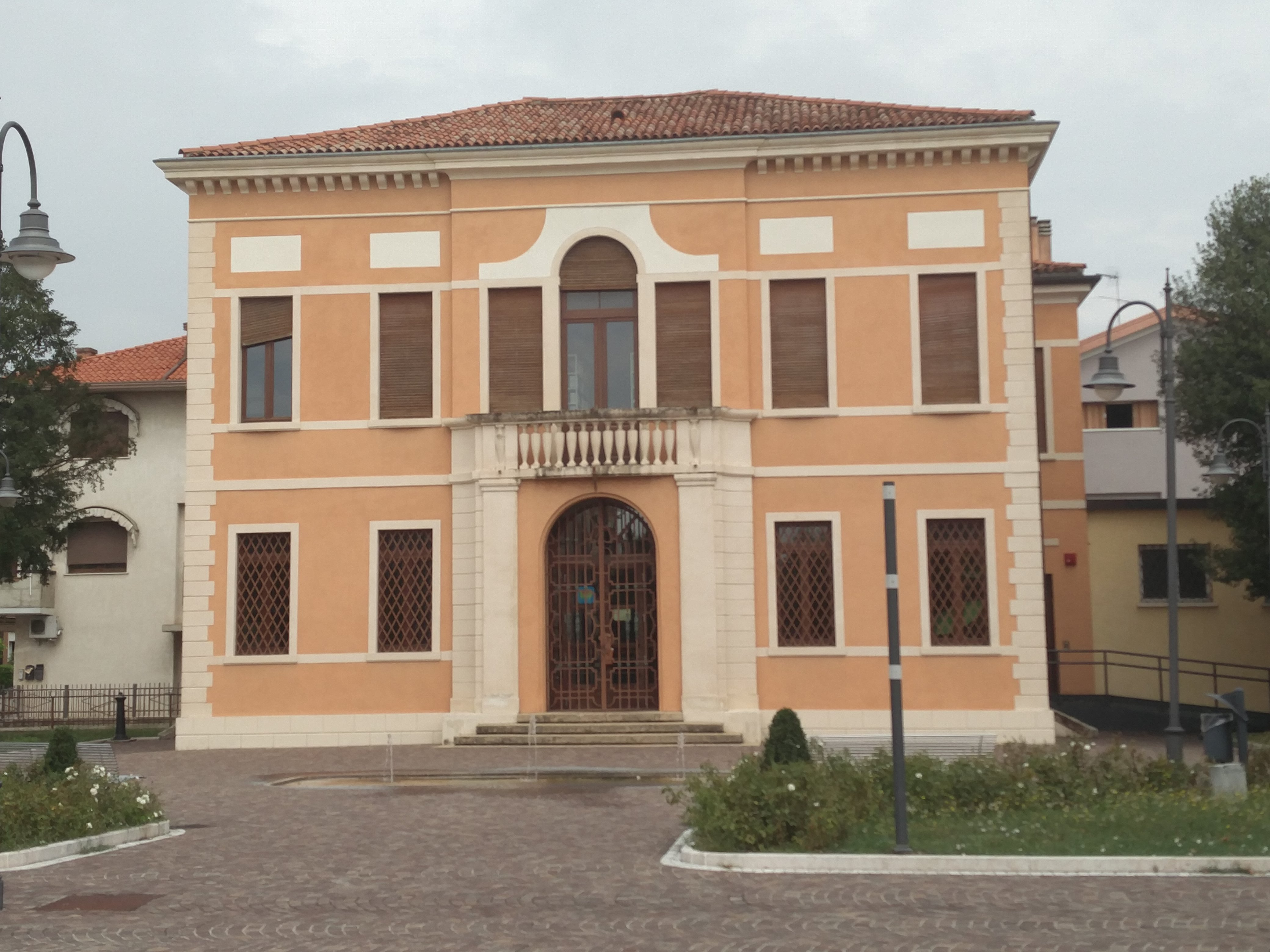
Biblioteca Comunale di Salzano, sita in Via Roma
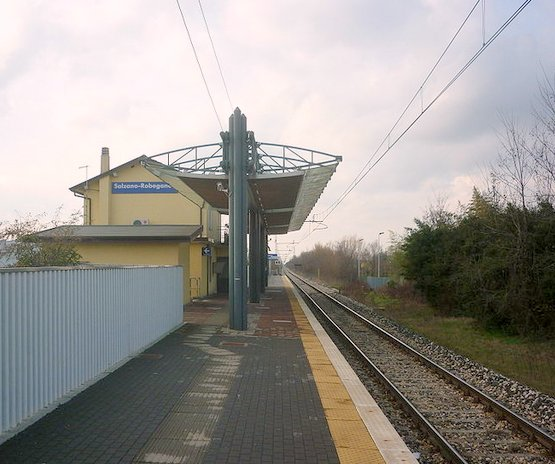
Stazione dei treni di Salzano-Robegano
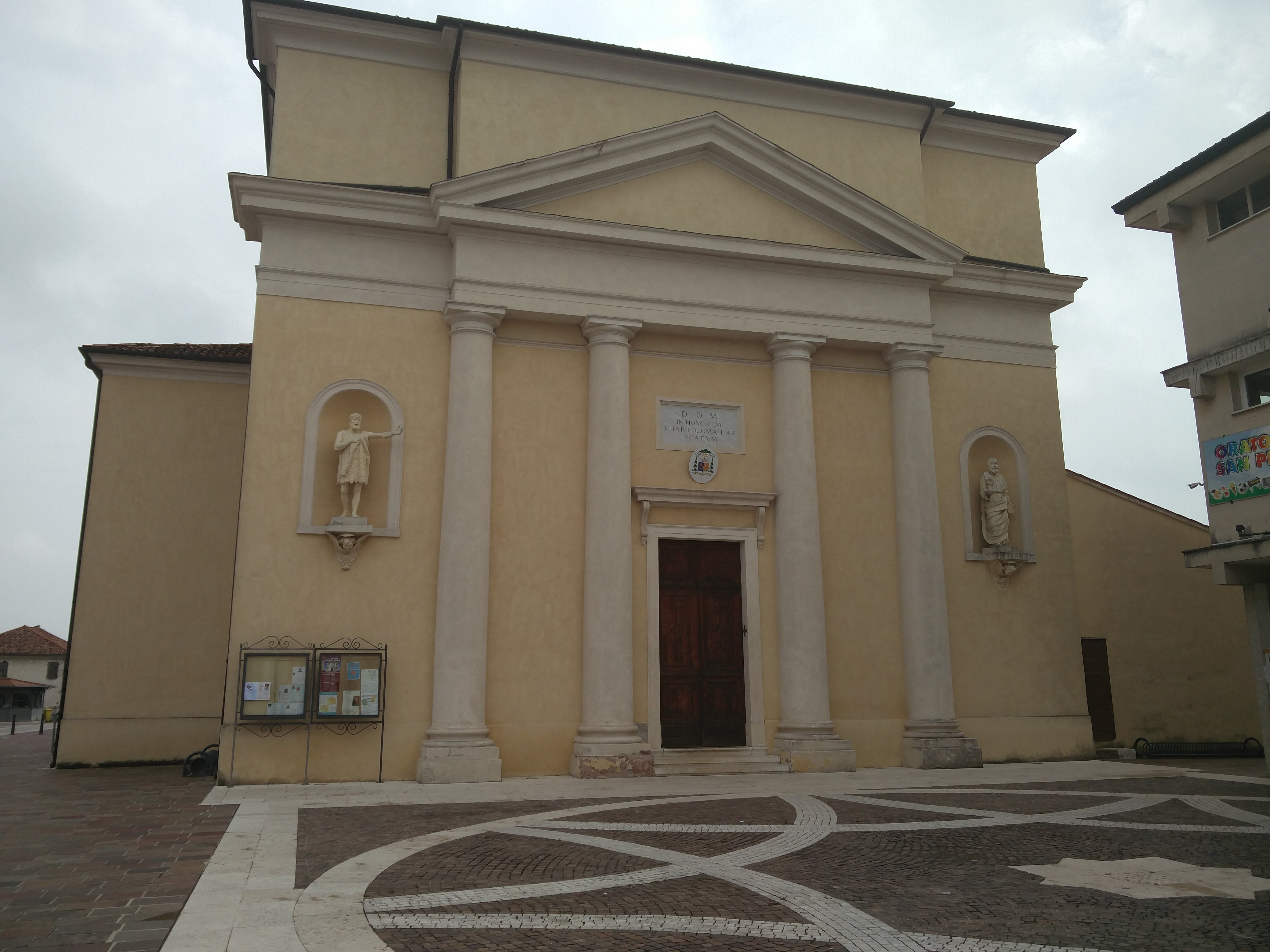
Facciata dell'Arcipretale dedicata a San Bartolomeo Apostolo
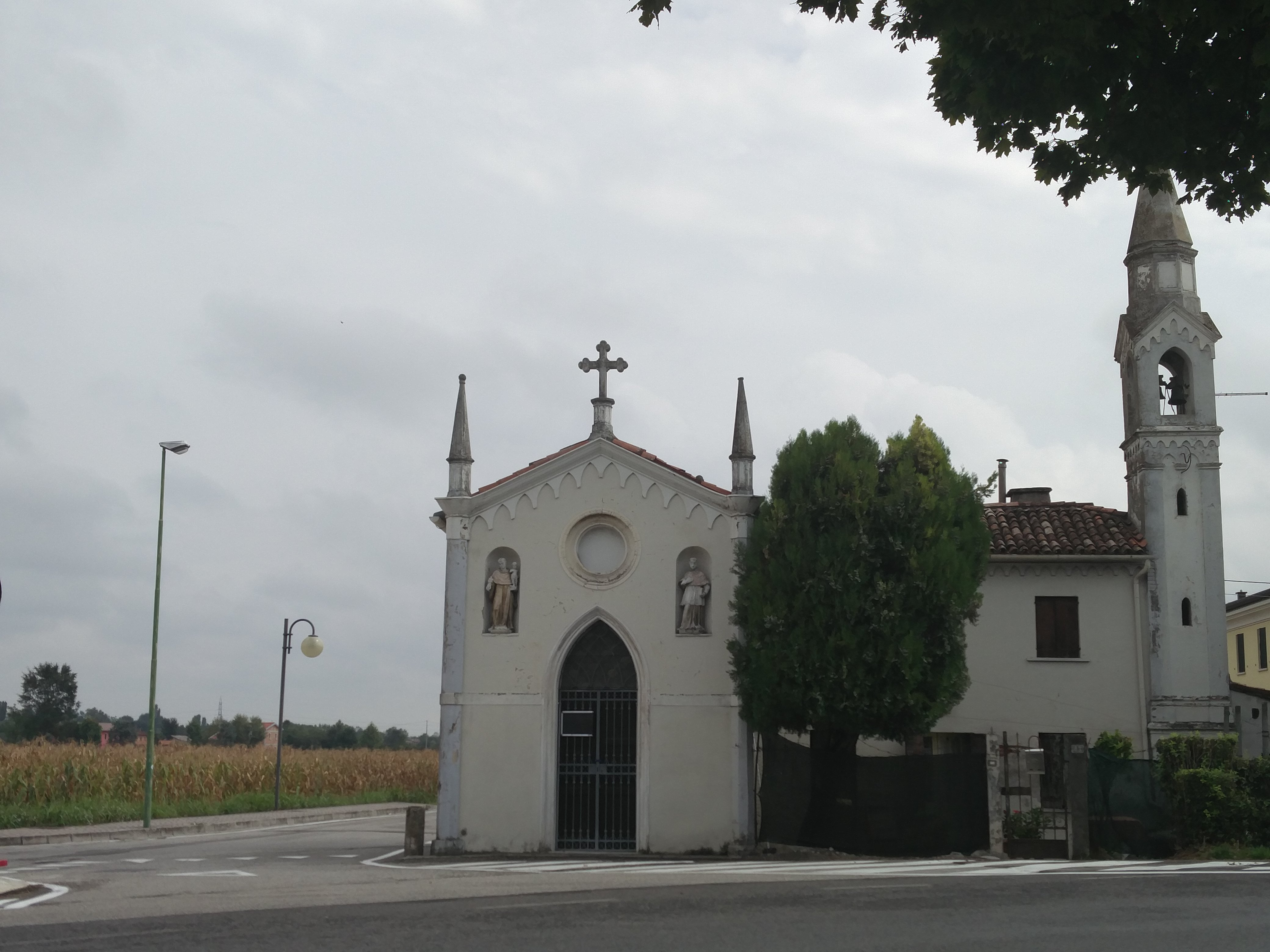
Chiesetta della Roata
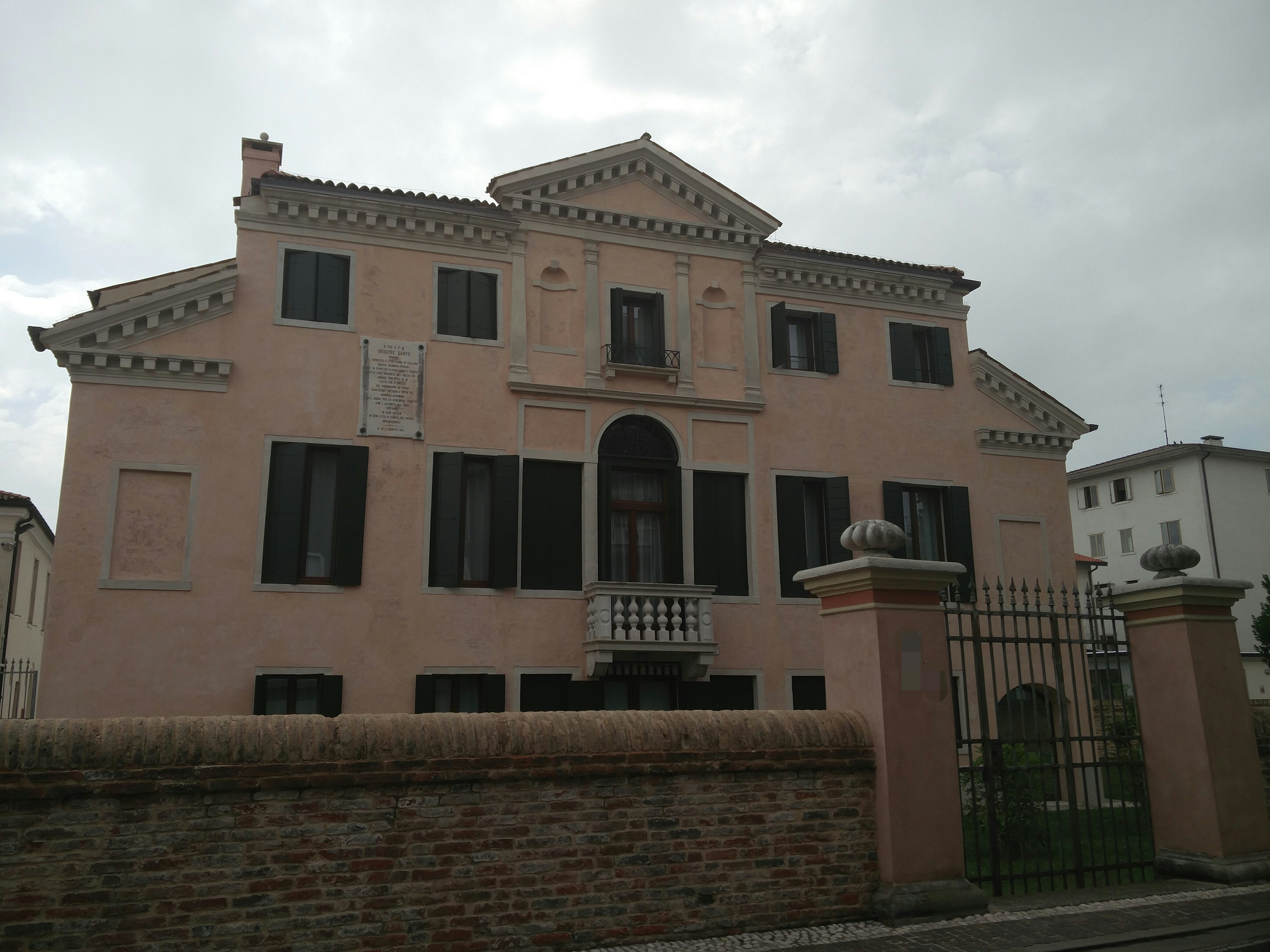
Palazzo Combi - Oggi casa canonica dell'Arciprete di Salzano
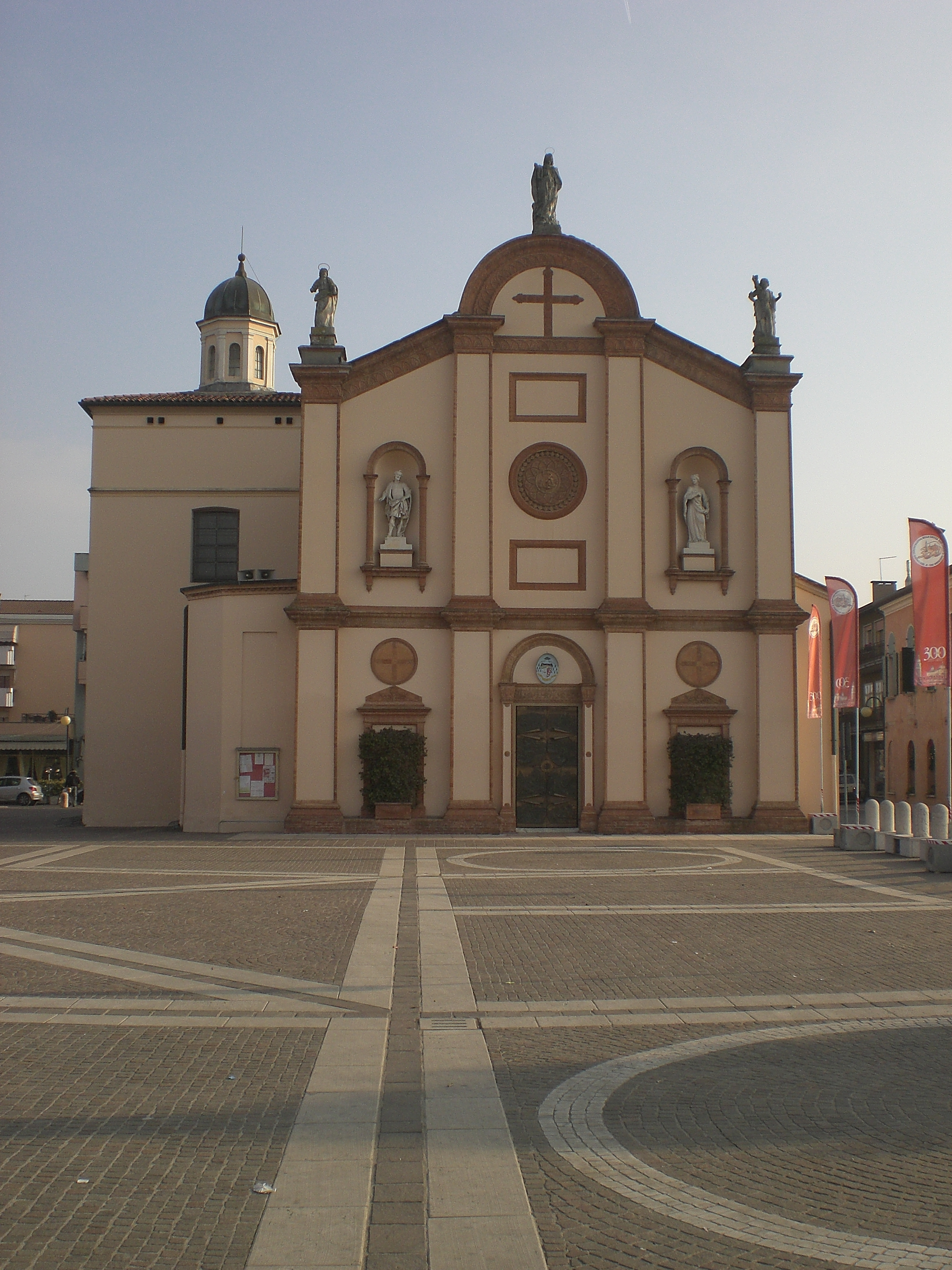
Chiesa di Robegano, frazione di Salzano

### Aree naturali

#### Oasi Naturalistica Lycaena
Ex cave situate presso la località Villetta, negli ultimi decenni l'area ha potuto svilupparsi seguendo i dettami della natura stessa anche grazie ad un intervento di recupero ambientale condotto dal Consorzio di Bonifica Acque Risorgive. La vecchia cava è stata allagata dalle acque del fiume Marzenego allo scopo di instaurare processi di fitodepurazione delle acque, le quali escono dall'oasi confluendo nel Rio Roviego.
L'area prende il nome da una particolare specie di farfalla qui osservata (Lycaena dispar), specie particolarmente legata alle zone umide.
Il sito, inoltre, è parte della rete Natura 2000, l'insieme delle aree naturali e semi-naturali riconosciute dall'Unione Europea. In particolare è riconosciuta come Zona a Protezione Speciale ai sensi della Direttiva Uccelli e Zona Speciale di Conservazione ai sensi della Direttiva Habitat.

## Società

### Evoluzione demografica
Abitanti censiti

## Cultura

### Eventi

#### Carnevale della Monica
Il carnevale di Salzano è una sfilata di carri allegorici a livello regionale, con figuranti in costume e gruppi a piedi.

#### Festa della Filatura
Festa popolare che ripropone il ciclo produttivo della seta, dalla coltivazione dei gelsi alla tessitura, nella magnifica cornice della filanda. Un'importante dimensione è quella del ricordo delle antiche tradizioni e mestieri, attraverso canti, filastrocche, danze e giochi di una volta, che hanno caratterizzato Salzano come paese di campagna.

#### Festa della zucca
Festa popolare che si tiene nel mese di novembre. È uno dei festival più rinomati della zona.

#### Sagra di San Bortolo
Dedicata al patrono di Salzano. Il maschio dell'anatra viene cucinato come prodotto tipico locale.

## Infrastrutture e trasporti
Il comune è servito da una stazione ferroviaria denominata Salzano-Robegano, posta a circa 2 km dal centro lungo la linea ferroviaria Venezia Santa Lucia - Bassano del Grappa ed è parte del progetto SFMR.
Il paese è servito anche da alcune linee extraurbane ACTV per Mestre e per Mirano:

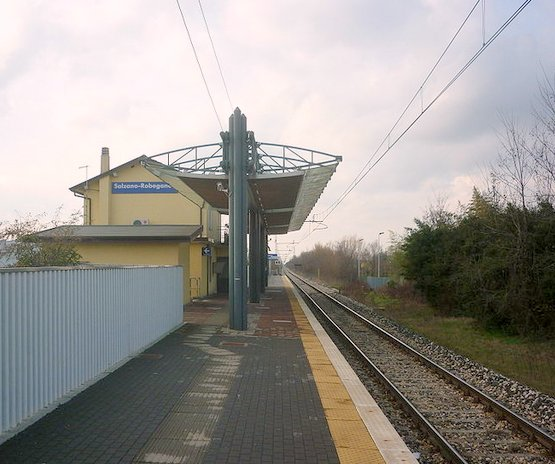
Stazione dei treni Salzano-Robegano

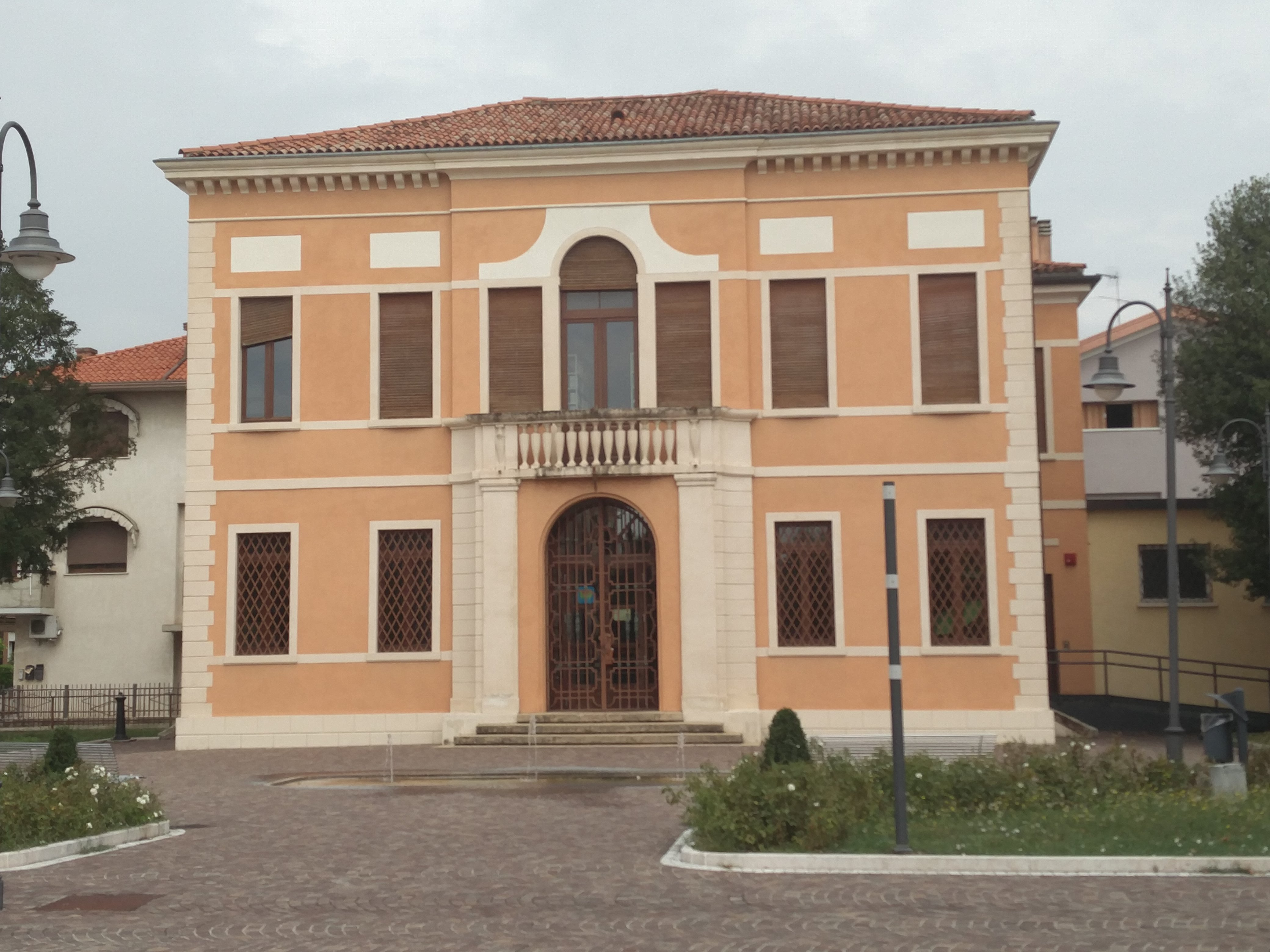
La biblioteca comunale

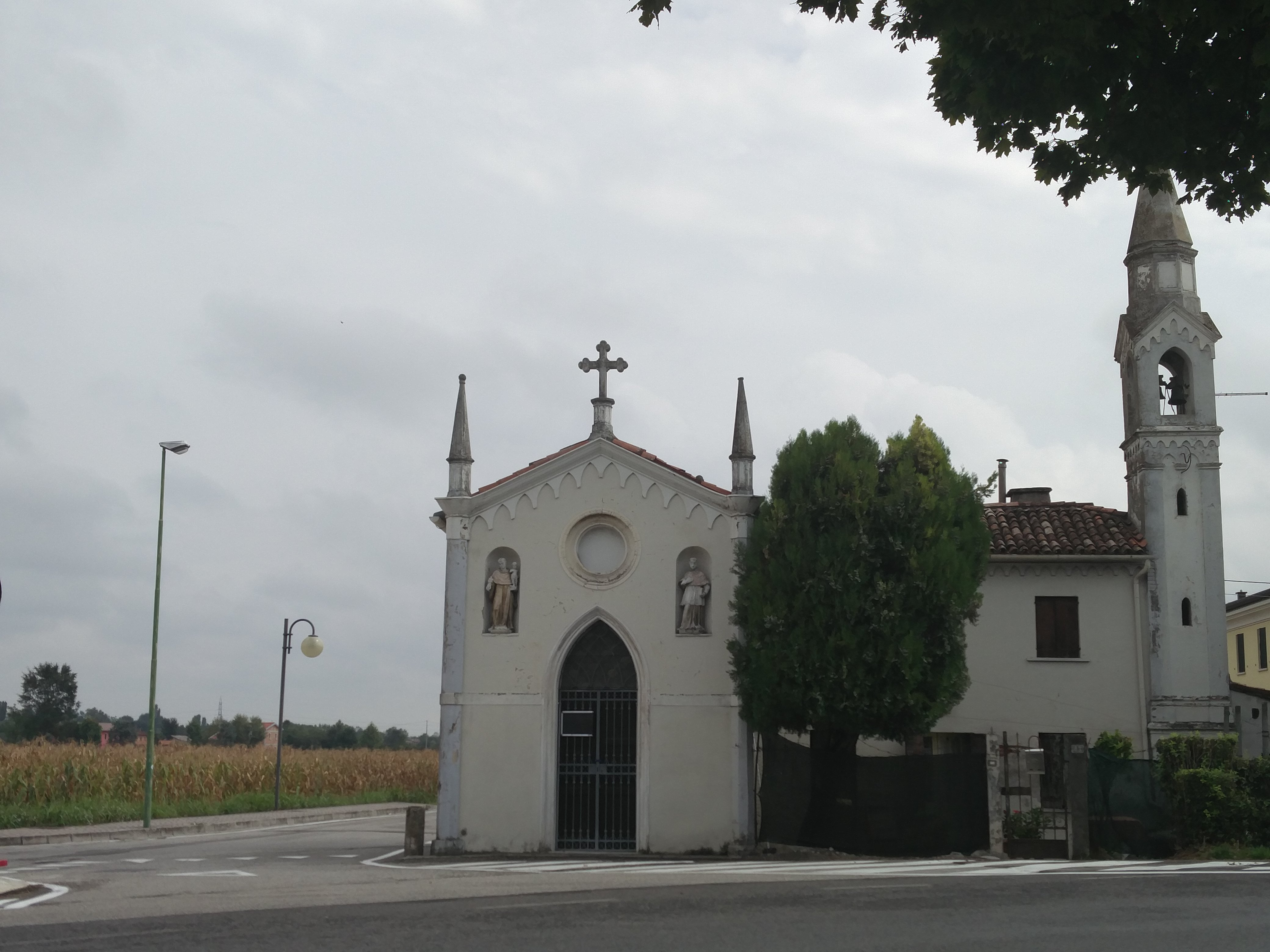
La chiesetta della Roata

5E FOSCARI-GRITTI; HE; 5E; 4DE

## Amministrazione

### Cronologia Amministratori

#### Regno napoleonico d'Italia (1806-1815)
Nel 1806 Salzano e Robegano furono aggregati come un unico comune nel Distretto di Camposampiero.
| Periodo | Periodo | Primo cittadino  | Partito | Carica  | Note |
| ------- | ------- | ---------------- | ------- | ------- | ---- |
| 1806    |         | Basso Pellegrino | ...     | Sindaco |      |
| 1808    |         | Angelo Boschin   | ...     | Sindaco |      |

#### Regno Lombardo-Veneto (1815-1866)
Nel 1816 fu creata, all'atto della costituzione del Regno Lombardo-Veneto, la Provincia di Padova (Lombardo-Veneto) e il distretto III di Noale che raggruppava Salzano,Noale, Piombino, Scorzè, Trebaseleghe, Zero Branco.
Il 7 maggio 1853 il distretto di Noale, con Salzano, veniva accorpato al distretto II di Mirano (Mirano interno, Pianiga, Santa Maria di Sala), passando così alla provincia di Venezia (con l'eccezione del comune di Zero Branco, che fu assegnato alla provincia di Treviso).
| Periodo | Periodo | Primo cittadino              | Partito | Carica         | Note |
| ------- | ------- | ---------------------------- | ------- | -------------- | ---- |
| 1816    |         | Giuseppe Scabello            | ...     | primo deputato |      |
| 1817    | 1820    | Giovanni Battista Combi n.h. | ...     | primo deputato |      |
| 1821    |         | Marco Boato                  | ...     | primo deputato |      |
| 1823    |         | Paolo Donà                   | ...     | primo deputato |      |
| 1837    |         | Marco Boato                  | ...     | primo deputato |      |
| 1842    |         | Natale Boato                 | ...     | primo deputato |      |
| 1848    |         | Giovanni Battista Bottacin   | ...     | primo deputato |      |
| 1861    | 1866    | Girolamo Scarabello          | ...     | primo deputato |      |
| 1866    |         | Tommaso Concina              | ...     | primo deputato |      |

#### Regno d'Italia (1866-1946)
| Periodo | Periodo | Primo cittadino             | Partito | Carica  | Note |
| ------- | ------- | --------------------------- | ------- | ------- | ---- |
| 1867    | 1876    | Timoteo Scarabello          |         | sindaco |      |
| 1876    | 1882    | Luigi Miele                 |         | sindaco |      |
| 1882    | 1883    | Federico Scarabello         |         | sindaco |      |
| 1884    | 1885    | cav. nob. Giuseppe Avogadro |         | sindaco |      |
| 1886    | 1889    | Antonio Ghirardi            |         | sindaco |      |
| 1890    | 1892    | Federico Scabello           |         | sindaco |      |
| 1892    | 1902    | Alessandro Bottaccin        |         | sindaco |      |
| 1902    | 1905    | Angelo Scattolin            |         | sindaco |      |
| 1905    | 1909    | Giuseppe Scattolin          |         | sindaco |      |
| 1909    | 1910    | cav. Leone Romanin-Jacur    |         | sindaco |      |
| 1910    | 1924    | cav. Luigi Zanetti          |         | sindaco |      |
| 1924    | 1925    | cav. Paolino Bottacin       |         | sindaco |      |
| 1926    | 1945    | cav. Paolino Bottacin       | PNF     | podestà |      |

#### Repubblica Italiana (dal 1946)
| Nominativo                                           | Nominativo                                        | Partito / Coalizione                              | Periodo                                           | Elezione                                          |
| Sindaci eletti dal Consiglio comunale (1946-1994)    | Sindaci eletti dal Consiglio comunale (1946-1994) | Sindaci eletti dal Consiglio comunale (1946-1994) | Sindaci eletti dal Consiglio comunale (1946-1994) | Sindaci eletti dal Consiglio comunale (1946-1994) |
| ---------------------------------------------------- | ------------------------------------------------- | ------------------------------------------------- | ------------------------------------------------- | ------------------------------------------------- |
|                                                      | Giovanni Liviero                                  | Democrazia Cristiana                              | 1946-1960                                         | 1946                                              |
| 1951                                                 | Giovanni Liviero                                  | Democrazia Cristiana                              | 1946-1960                                         |                                                   |
| 1956                                                 | Giovanni Liviero                                  | Democrazia Cristiana                              | 1946-1960                                         |                                                   |
|                                                      | Maria Cariolato                                   | Democrazia Cristiana                              | 1960-1970                                         | 1960                                              |
| 1964                                                 | Maria Cariolato                                   | Democrazia Cristiana                              | 1960-1970                                         |                                                   |
|                                                      | Giuseppe Marazzato                                | Democrazia Cristiana                              | 1970-1972                                         | 1970                                              |
|                                                      | Gianni Casarin                                    | Democrazia Cristiana                              | 1972-1975                                         | (1970)                                            |
|                                                      | Giuseppe Marazzato                                | Democrazia Cristiana                              | 1975-1980                                         | 1975                                              |
|                                                      | Andrea Pellizzon                                  | Democrazia Cristiana                              | 1980-1983                                         | 1980                                              |
|                                                      | Angelo Sabatini (Commiss. straordinario)          | -                                                 | 1983-1984                                         | -                                                 |
|                                                      | Franco Malvestio                                  | Partito Socialista Italiano                       | 1984-1988                                         | 1984                                              |
|                                                      | Giuseppe Marazzato                                | Democrazia Cristiana                              | 1988-1989                                         | (1984)                                            |
|                                                      | Mario Busatto                                     | Democrazia Cristiana                              | 1989-1994                                         | 1989                                              |
| Sindaci eletti direttamente dai cittadini (dal 1994) |                                                   |                                                   |                                                   |                                                   |
|                                                      | Mario Busatto                                     | Partito Popolare Italiano                         | 1994-1998                                         | 1994                                              |
|                                                      | Bruno Pigozzo                                     | Centro-sinistra                                   | 1998-2007                                         | 1998                                              |
| 2002                                                 | Bruno Pigozzo                                     | Centro-sinistra                                   | 1998-2007                                         |                                                   |
|                                                      | Alessandro Quaresimin                             | Centro-sinistra                                   | 2007-2017                                         | 2007                                              |
| 2012                                                 | Alessandro Quaresimin                             | Centro-sinistra                                   | 2007-2017                                         |                                                   |
|                                                      | Luciano Betteto                                   | Centro-destra                                     | 2017-in carica                                    | 2017                                              |
| 2022                                                 | Luciano Betteto                                   | Centro-destra                                     | 2017-in carica                                    |                                                   |

### Gemellaggi
- Villefontaine, dal 2009
- Baniachong
- Mar del Plata